# 카타르 재단
카타르 재단은 카타르의 국영 비영리 조직이다. 당시 카타르 아미르였던 하마드 빈 할리파 알사니와 그의 두 번째 부인 모자 빈트 나세르가 1995년에 설립했다. 